# Short track ai XXI Giochi olimpici invernali - 500 m maschile
La gara dei 500 m maschile di short track dei XXI Giochi olimpici invernali si è svolto tra il 24 e il 26 febbraio 2010 al Pacific Coliseum, con quattro turni di gare (batterie il primo giorno, il resto il secondo). Il vincitore è stato il canadese Charles Hamelin.
Il campione in carica era lo statunitense Apolo Ohno.

## Risultati

### Batterie
Sono state disputate otto batterie da quattro atleti; in ognuna di esse, i primi due atleti si sono qualificati per il turno successivo.

#### Batteria 1
| Pos. | Nome              | Nazione       | Tempo  |
| ---- | ----------------- | ------------- | ------ |
| 1    | Sung Si-bak       | Corea del Sud | 41"889 |
| 2    | Niels Kerstholt   | Paesi Bassi   | 42"180 |
| 3    | Nicolas Bean      | Italia        | 42"344 |
| 4    | Takahiro Fujimoto | Giappone      | 42"366 |

#### Batteria 2
| Pos. | Nome             | Nazione       | Tempo  |
| ---- | ---------------- | ------------- | ------ |
| 1    | Lee Ho-buk       | Corea del Sud | 41"632 |
| 2    | Simon Cho        | Stati Uniti   | 41"726 |
| 3    | Semën Elistratov | Russia        | 42"982 |
| 4    | Sjinkie Knegt    | Paesi Bassi   | 44"448 |

#### Batteria 3
| Pos. | Nome          | Nazione       | Tempo    |
| ---- | ------------- | ------------- | -------- |
| 1    | Kwak Yoon-gy  | Corea del Sud | 42"147   |
| 2    | Pieter Gysel  | Belgio        | 42"443   |
| 3    | Peter Darazs  | Ungheria      | 42"800   |
| 4    | Jordan Malone | Stati Uniti   | 1'03"884 |

#### Batteria 4
| Pos. | Nome            | Nazione       | Tempo  |
| ---- | --------------- | ------------- | ------ |
| 1    | Charles Hamelin | Canada        | 41"463 |
| 2    | Jon Eley        | Gran Bretagna | 42"081 |
| 3    | Nicola Rodigari | Italia        | 42"190 |
| 4    | Ruslan Zacharov | Russia        | 43"207 |

#### Batteria 5
| Pos. | Nome              | Nazione       | Tempo        |
| ---- | ----------------- | ------------- | ------------ |
| 1    | Thibaut Fauconnet | Francia       | 41"730       |
| 2    | Tyson Heung       | Germania      | 41"835       |
| 3    | Blake Skjellerup  | Nuova Zelanda | 42"510       |
| -    | Liang Wenhao      | Cina          | squalificato |

#### Batteria 6
| Pos. | Nome                    | Nazione  | Tempo    |
| ---- | ----------------------- | -------- | -------- |
| 1    | François-Louis Tremblay | Canada   | 41"397   |
| 2    | Haralds Silovs          | Lettonia | 41"673   |
| 3    | Ma Yunfeng              | Cina     | 41"954   |
| 4    | Yuri Confortola         | Italia   | 1'17"401 |

#### Batteria 7
| Pos. | Nome            | Nazione       | Tempo        |
| ---- | --------------- | ------------- | ------------ |
| 1    | Apolo Ohno      | Stati Uniti   | 41"665       |
| 2    | Olivier Jean    | Canada        | 41"737       |
| 3    | Paul Worth      | Gran Bretagna | 42"936       |
| -    | Aidar Bekzhanov | Kazakistan    | squalificato |

#### Batteria 8
| Pos. | Nome             | Nazione  | Tempo  |
| ---- | ---------------- | -------- | ------ |
| 1    | Han Jialiang     | Cina     | 41"869 |
| 2    | Jumpei Yoshizawa | Giappone | 42"158 |
| 3    | Robert Seifert   | Germania | 42"181 |
| 4    | Viktor Knoch     | Ungheria | 42"197 |

### Quarti di finale
I primi due classificati di ogni quarto di finale (da quattro atleti) si qualifica per le semifinali.

#### Quarto 1
| Pos. | Nome            | Nazione       | Tempo  |
| ---- | --------------- | ------------- | ------ |
| 1    | Charles Hamelin | Canada        | 40"770 |
| 2    | Sung Si-bak     | Corea del Sud | 40"821 |
| 3    | Simon Cho       | Stati Uniti   | 41"211 |
| 4    | Niels Kerstholt | Paesi Bassi   | 42"128 |

#### Quarto 2
Tyson Heung è stato qualificato dalla giuria al turno successivo perché ostacolato.
| Pos. | Nome              | Nazione       | Tempo  |
| ---- | ----------------- | ------------- | ------ |
| 1    | Jon Eley          | Gran Bretagna | 41"875 |
| 2    | Apolo Ohno        | Stati Uniti   | 42"004 |
| 3    | Tyson Heung       | Germania      | 48"554 |
| 4    | Thibaut Fauconnet | Francia       | 51"339 |

#### Quarto 3
| Pos. | Nome             | Nazione       | Tempo  |
| ---- | ---------------- | ------------- | ------ |
| 1    | Lee Ho-suk       | Corea del Sud | 41"269 |
| 2    | Olivier Jean     | Canada        | 41"275 |
| 3    | Han Jialiang     | Cina          | 41"443 |
| 4    | Jumpei Yoshizawa | Giappone      | 41"906 |

#### Quarto 4
| Pos. | Nome                    | Nazione       | Tempo  |
| ---- | ----------------------- | ------------- | ------ |
| 1    | François-Louis Tremblay | Canada        | 41"326 |
| 2    | Kwak Yoon-gy            | Corea del Sud | 41"761 |
| 3    | Haralds Silovs          | Lettonia      | 41"837 |
| 4    | Pieter Gysel            | Belgio        | 41"980 |

### Semifinali
I primi due classificati avanzavano alla finale A, gli altri alla finale B.

#### Semifinale 1
| Pos. | Nome            | Nazione       | Tempo        |
| ---- | --------------- | ------------- | ------------ |
| 1    | Charles Hamelin | Canada        | 40"964       |
| 2    | Sung Si-bak     | Corea del Sud | 41"126       |
| 3    | Tyson Heung     | Germania      | 41"455       |
| 4    | Jon Eley        | Gran Bretagna | 41"504       |
| -    | Olivier Jean    | Canada        | squalificato |

#### Semifinale 2
| Pos. | Nome                    | Nazione       | Tempo    |
| ---- | ----------------------- | ------------- | -------- |
| 1    | Apolo Ohno              | Stati Uniti   | 41"460   |
| 2    | François-Louis Tremblay | Canada        | 41"515   |
| 3    | Kwak Yoon-gy            | Corea del Sud | 41"620   |
| 4    | Lee Ho-suk              | Corea del Sud | 1'24"514 |

### Finali

#### Finale A
| Pos. | Nome                    | Nazione       | Tempo        |
| ---- | ----------------------- | ------------- | ------------ |
|      | Charles Hamelin         | Canada        | 40"981       |
|      | Sung Si-bak             | Corea del Sud | 41"340       |
|      | François-Louis Tremblay | Canada        | 46"366       |
| -    | Apolo Ohno              | Stati Uniti   | squalificato |

#### Finale B
| Pos. | Nome         | Nazione       | Tempo  |
| ---- | ------------ | ------------- | ------ |
| 4    | Kwak Yoon-gy | Corea del Sud | 42"123 |
| 5    | Tyson Heung  | Germania      | 42"307 |
| 6    | Jon Eley     | Gran Bretagna | 42"681 |
| 7    | Lee Ho-suk   | Corea del Sud | 49"149 |